# Núi Sukai
Núi Sukai (皇海山 (Hoàng Hải sơn) Sukai-san) là một trong 100 núi nổi tiếng Nhật Bản. Đỉnh cao 2.144 m (7.034 ft) nằm tại dãy núi Ashio ở Nhật Bản, trên biên giới Nikkō ở tỉnh Tochigi và Numata ở tỉnh Gunma. Núi Sukai là một núi lửa dạng tầng cổ, nhưng ngày nay cả núi bao phủ trong rừng khiến núi không còn diện mạo như một ngọn núi lửa điển hình.

## Nhà trọ trên núi
Có chỗ ở qua đêm (庚申山荘 (Canh Thân sơn trang) kōshin-sansō) gần đỉnh núi Koshin.

## Các đỉnh núi xung quanh
- Núi Koshin (庚申山 (Canh Thân sơn) Kōshin-san?), nổi tiếng về cây thực vật Pinguicula (Pinguicula ramosa) mà mọc hoang dại ở đây.
- Núi Kesamaru (袈裟丸山 Kesamaru-yama?)